# Logothetes tou stratiotikou
Il logothetēs toū stratiōtikou (in greco antico: λογοθέτης τοῦ στρατιωτικοῦ?), dal significato di Logoteta dei militari o Logoteta militare, era un titolo della burocrazia dell'impero bizantino e chi lo deteneva si occupava dei pagamenti e degli approvvigionamenti dell'esercito bizantino.

## Storia e funzioni
Questa funzione era in origine appannaggio del prefetto del pretorio, ma l'amministrazione militare (το στρατιωτικόν, to stratiōtikon) venne poi scissa e andò a costituire un separato logoteta. Il primo logothetēs toū stratiōtikou di cui si abbia notizia fu Giuliano, il "più glorioso apo hypatōn e patrikios" nel 680. La posizione scomparve nel 1088.
La sfera esatta delle funzioni del logoteta è un po' oscura. L'unica prova diretta delle sue funzioni viene dal trattato del X secolo, De ceremoniis, dell'imperatore Costantino VII Porfirogenito, secondo il quale curava l'imposizione e l'esenzione dalle imposte sulle famiglie dei soldati. È anche noto che dall'XI secolo esercitava alcune funzioni giuridiche. Diversi studiosi (in particolare Ernst Stein) hanno sostenuto che il logoteta militare supervisionava gli affari militari in generale, come ad esempio la riscossione delle truppe, la costruzione di fortificazioni e la spesa militare globale. Questa ipotesi, tuttavia, non può essere dimostrata.

## Subordinati
I subordinati del logothetēs tou stratiōtikou erano:
- I chartoularioi del sekreton (χαρτουλάριοι τοῦ σεκρέτου), subalterni anziani del dipartimento.[1]
- I chartoularioi dei themata (χαρτουλάριοι τῶν θεμάτων) e tagmata (χαρτουλάριοι τῶν ταγμάτων), che avevano la supervisione degli affari finanziari delle truppe dei thema e imperiali (tagmata, rispettivamente.[1]
- Un certo numero di legatarioi (λεγατάριοι), la cui esatta funzione è sconosciuta.[3][4]
- Gli optiones (ὀπτίονες, dal latino optio), ufficiali responsabili della distribuzione delle paghe alle truppe.[4]
- Un certo numero di kankellarioi sotto un prōtokankellarios.[4]
- Un certo numero di mandatores ("messaggeri").[4]